# Sonic Origins
Sonic Origins (ソニックオリジンズ?, Sonikku Orijinzu) è una raccolta di videogiochi a piattaforme della serie Sonic the Hedgehog pubblicata nel 2022 da Sega per PlayStation 4, PlayStation 5, Xbox One, Xbox Series X e Series S, Nintendo Switch e Microsoft Windows. La raccolta include Sonic the Hedgehog, Sonic the Hedgehog 2, Sonic 3 & Knuckles e Sonic CD. I personaggi disponibili sono Sonic, Tails, Knuckles, Amy, il Dr. Robotnik e Metal Sonic.
Nel 2023 è stata pubblicata anche in copia fisica una versione della raccolta dal titolo Sonic Origins Plus che include i contenuti di Sonic Origins, dodici giochi a tema Sonic per Game Gear e la possibilità di utilizzare Amy Rose come personaggio. Le aggiunte sono state inoltre distribuite come contenuto scaricabile.

## Trama
Sonic the Hedgehog è un coraggioso eroe super -veloce che con l'aiuto degli amici cerca di fermare i piani del diabolico Dottor Eggman accompagnato da Metal Sonic.
 Sonic the Hedgehog 
Il giovane riccio blu Sonic sta scorrazzando liberamente a Green Hill in cerca dei Chaos Emerald quando nota degli strani robot che cercano di catturare gli animaletti. Distrutti, scopre che le loro batterie sono altri animali e un Flicky gli indica un malvagio scienziato, il dottor Eggman, che trasporta i loro amici in giro per l'isola intrappolati in capsule. Raccolti i sei Chaos Emerald e sconfitto lo scienziato, il riccio torna a Green Hill ripristinando la flora e scopre che le sei gemme si dirigono su un'altra isola assieme a una settima.
 Sonic CD 
Sulla riva del Never Lake, una riccia rosa chiamata Amy scopre, leggendo i suoi tarocchi, che verrà catturata da qualcuno ma incontrerà il suo eroe, mentre Little Planet fa la sua apparizione annuale. Eggman lo incatena a una montagna per impossessarsi delle Time Stones, con essi può manipolare il tempo e costruire il suo impero. Arrivato al lago, Sonic scopre il pianeta incatenato e vi entra, imbattendosi in Amy, la quale viene catturata da Metal Sonic, un androide simile a Sonic costruito da Eggman. Raccolte le pietre del tempo e sconfitto Eggman e Metal, Sonic e Amy tornano sul lago. Leggendo le sue carte, Amy prevede che Sonic, partito con il suo biplano Tornado, incontrerà un individuo, anzi un amico speciale.
 Sonic the Hedgehog 2 
Siamo in West Side Island, dove il cucciolo di volpe Miles "Tails" Prower veniva quasi sempre bullizzato da due bulletti per la coda in più (Motivo per cui si chiama Tails). Sonic un giorno è intervenuto e ha sistemato i bulli legandogli le code fra di loro; A prima vista Tails si ammira subito di Sonic per il suo coraggio e simpaticità, così decide di accompagnare e aiutare Sonic a sconfiggere il perfido dottore e raccogliere tutti e sette gli smeraldi del caos.
 Sonic 3 & Knuckles
Il Death Egg completamente distrutto cade su Angel Island, un posto dove era situata una tribù di echidna che fu stata istinata da Chaos, Dio della Distruzione...
Eggman cade nel tempio in cui si trova il Master Emerald; Ha dei poteri immaginabili.
Scoprendo la sua vera esistenza cerca di approfittarne, ma ad evitare ciò c'è Knuckles, (l'ultimo echidna sopravvissuto) che è il protettore dello smeraldo, ma Eggman voleva impadronirsene a tutti i costi, così dice all'echidna che tra non molto sarebbe arrivato un porcospino blu che li avrebbe rubato la gemma, Knuckles a questo punto si allea con Eggman per sconfiggere Sonic;
Tuttavia l'echidna si accorgerà che Eggman lo sta ingannando.

## Personaggi
- Sonic the Hedgehog: il protagonista, è un riccio blu in grado di correre alla velocità del suono. Ama la libertà, mentre detesta malvagi e ingiustizie. Nella modalità anniversario può usare il Drop Dash.
- Miles "Tails" Prower: un cucciolo di volpe gialla a due code in grado di volare se le rotea ad elica. Nato a West Side Island, era vittima di bullismo a causa della coda in più ma una volta conosciuto Sonic inizia a costruire fiducia in sé stesso diventando il suo migliore amico.
- Knuckles the Echidna: un'echidna rosso forzuto, unico abitante di Angel Island e ultimo della sua specie. Tende a farsi ingannare facilmente.
- Amy Rose: amica e fan numero uno di Sonic, è una riccia rosa in grado di leggere i tarocchi tramite il suo mazzo di Carte della Fortuna. È giocabile nei titoli a 16-bit in Origins Plus
- Dr. Eggman: l'antagonista della serie, è uno scienziato pazzo che ambisce alla conquista del mondo per robotizzarlo e trasformarlo in Eggmanlandia. È giocabile nei due Sonic Drift.
- Metal Sonic: un androide costruito da Eggman simile a Sonic, suo arcirivale e antagonista secondario di Sonic CD. È giocabile in Sonic Drift Racing.
- Fang the Hunter: un mercenario e cacciatore di taglie, è una gerboa viola a cui interessa soltanto fare soldi. Antagonista secondario di Sonic Triple Trouble, è giocabile in Sonic Drift Racing.

## Modalità di gioco
Il gioco permette di giocare ai primi quattro titoli della serie per Mega Drive in modi differenti:
- La Modalità Anniversario ha le proporzioni in 16:9, Sonic può usare lo Scatto Verticale (Drop Dash) introdotto in Sonic Mania, vite infinite e, al posto degli 1-Up si ottengono monete da spendere nel museo o riprovare le fasi speciali per raccogliere i Chaos Emerald. Le stesse si ottengono anche quando si raccolgono 100 ring. All'inizio e fine di ogni capitolo c'è un intermezzo realizzato da Tyson Hesse.
- La Modalità Classica permette di giocare i medesimi capitoli in maniera più fedele agli originali, con le immagini in 4:3, le vite limitate e l'impossibilità di riprovare una fase speciale. Sonic non può usare il Drop Dash e gli unici intermezzi presenti sono quelli di Sonic CD.
- La modalità Assalto al boss permette di affrontare sequenzialmente tutti i boss del titolo selezionato. Completandoli si ottengono monete.
- La Modalità Specchio permette di giocare il titolo selezionato in 16:9 al contrario, con scorrimento verso sinistra.

Ogni capitolo può inoltre essere giocato normalmente (Modalità Storia) o in Modalità Missione dove, completando le missioni richieste ambientate nei livelli, ottenendo il voto più alto (S) si ottengono monete.
In Sonic Origins Plus sono stati aggiunti dodici titoli a 8-bit, giocabili solo in modalità normale.
| Giochi disponibili in Sonic Origins   | Giochi disponibili in Sonic Origins | Giochi disponibili in Sonic Origins | Giochi disponibili in Sonic Origins |
| Titolo                                | Genere                              | Anno d'uscita originale             | Sviluppatore                        |
| ------------------------------------- | ----------------------------------- | ----------------------------------- | ----------------------------------- |
| Sonic the Hedgehog                    | Piattaforme                         | 1991                                | Sonic Team                          |
| Sonic the Hedgehog 2                  | Piattaforme                         | 1992                                | Sega Technical Institute            |
| Sonic the Hedgehog CD                 | Piattaforme                         | 1993                                | SEGA                                |
| Sonic 3 & Knuckles                    | Piattaforme                         | 1994                                | Sega Technical Institute            |
| Blue Sphere                           | Piattaforme                         | 1994                                | Sega Technical Institute            |
| Giochi aggiunti in Sonic Origins Plus |                                     |                                     |                                     |
| Titolo                                | Genere                              | Anno d'uscita originale             | Sviluppatore                        |
| Sonic the Hedgehog                    | Piattaforme                         | 1991                                | Ancient                             |
| Sonic the Hedgehog 2                  | Piattaforme                         | 1992                                | Aspect Co.                          |
| Sonic Chaos                           | Piattaforme                         | 1993                                | Aspect Co.                          |
| Sonic Drift                           | Simulatore di guida                 | 1994                                | SEGA                                |
| Sonic Spinball                        | Flipper                             | 1994                                | Sega Technical Institute            |
| Sonic the Hedgehog: Triple Trouble    | Piattaforme                         | 1994                                | Aspect Co.                          |
| Sonic Drift Racing                    | Simulatore di guida                 | 1995                                | SEGA                                |
| Tails' Skypatrol                      | Piattaforme                         | 1995                                | SIMS Co., Ltd., JSH                 |
| Tails' Adventures                     | Piattaforme                         | 1995                                | Aspect Co.                          |
| Sonic Labyrinth                       | Piattaforme, rompicapo              | 1995                                | Minato Giken                        |
| Sonic Blast                           | Piattaforme                         | 1996                                | Aspect Co.                          |
| Dr. Robotnik's Mean Bean Machine      | Rompicapo                           | 1993                                | Sega Technical Institute, Complie   |